# Elizabeth Ayoub
Elizabeth Ayoub (Caracas, años setenta) es una cantante y actriz venezolana de origen libanés. Canta en español, árabe, inglés y francés, aunque se centra en la música latina y árabe. En la actualidad Elizabeth Ayoub vive alternativamente en Nueva York, Beirut y Miami.

## Biografía
Sus padres emigraron desde el Líbano a Venezuela antes de la Guerra civil. Es la menor de siete hermanos. Vivió inmersa en un ambiente donde se hablaban libremente tres idiomas diferentes.
Estudió en el Colegio Americano (en Caracas), donde actuó con el coro de la escuela, aprendió música coral, y participó en varios musicales juveniles.
A los 16 años actuó en un festival de rock latino en Caracas con la banda de su escuela. La banda fue tan bien recibida, que un falso cazatalentos se acercó a ellos para que firmaran un contrato de grabación. Desgraciadamente, las cosas no funcionaron.
Cuando terminó la escuela secundaria se mudó a Miami (Estados Unidos) para cumplir con el mandato de sus padres de obtener un título universitario en marketing. En la Universidad de Miami, estudió mercadotecnia y canto jazzístico. Enamorada de la voz de la cantante Ella Fitzgerald, pronto comenzó a escribir canciones y a cantarlas en festivales de música folk. Estudió música clásica árabe con el virtuoso palestino Simon Shaheen.
Entre 1997 y 2000 trabajó en Miami como gerente de cuentas para la empresa de publicidad Y&R.
En 2000 y 2001 trabajó para las empresas de publicidad Y&R y Crispin, Porter + Bogusky (Miami).
Después de tratar de vender sin éxito un CD demo que había autoproducido, se retiró de la escena de la música y se enamoró de la actuación. Se unió al grupo de teatro Prometeo, en Miami, y actuó durante varios años.
En 2004 estudió actuación en Nueva York. Como parte del Programa de Teatro de la Universidad de Nueva York, trabajó con la compañía teatral Atlantic Theatre Company ―cofundada por el guionista y director de Hollywood David Mamet y el actor William H. Macy―.
En el teatro volvió a descubrir que con el poder de su voz podía emocionar a una audiencia. Durante este tiempo, conoció a un músico entusiasta de la world music, el guitarrista José Elías, cubano-estadounidense de ascendencia libanesa. José y Elizabeth formaron una alianza musical.
En 2006 grabó y produjo su primer álbum, Preludio, que fue distribuido por la empresa 6th Republik Music/BMI. con muchos diferentes estilos musicales (folk, jazz, latino).
En ese disco participaron una variedad de músicos del mundo latino y árabe, como el guitarrista José Elías, el percusionista puertorriqueño JJ Freire (exbaterista de la banda de rock latino Bacilos, ganador del Grammy), el bajista cubano José Armando Gola, y el intérprete de oud Bassam Saba (que tocó con la legendaria cantante libanesa Fairuz [1935-]).
En 2007 el DJ Charlie Gillett (1940-2010) la eligió entre miles para incluirla en el cedé Sound of the World 2007 Compilation CD, creado por el programa Sound of the World de la BBC Radio 3.
En 2010 firmó un contrato con la empresa discográfica estadounidense-neelandesa WorldConnection / Times Square Records
―que la descubrió en una presentación que ella realizó en el Arab-American National Museum (Museo Nacional Árabe-Estadounidense) de Detroit―.
Trabajó con Javier Limón (productor español ganador del premio Grammy por el disco Lágrimas negras, de El Cigala y Bebo Valdés) en su segundo álbum Océanos y lunas, que difundió la discográfica Four Quarters Records ―un sello distribuido por E1 Entertainment―. que grabó viajando entre Madrid (España) y Beirut (Líbano).
El álbum contiene canciones en español, árabe, francés e inglés.
Para promocionar su disco realizó una gira por Estados Unidos, Europa y Oriente Medio.
En 2009 participó en el Festival de Jazz de Dubái y en el festival Netherlands Worldsessions. Ha compartido escenarios con los oudistas y compositores libaneses Ziyad Sahhab y Bassam Saba, y con el palestino Haytham Safia. En 2013 trabaja en un nuevo lanzamiento multiplataforma digital y en un proyecto de película/evento cultural en Estados Unidos.

## Bulo de internet
En los años 2010 se difundió un hoax (‘bulo, mentira’) de Internet, que indicaba que una doctora «biomolecular» llamada Elizabeth Ayoub afirmaba:
- Que los lápices de labios contienen grandes cantidades de plomo;
- Que el plomo es cancerígeno.

Tanto la doctora como ambas afirmaciones resultaron ser falsas.